# Hora Um da Notícia
Le H1, ou Hora Um da Notícia, soit le « Une heure d'actualités » en français, est le journal télévisé du soir du réseau de télévision brésilien Globo. Créé en 1er décembre 2014. est un programme de nouvelles diffusées par la télévision brésilienne. le remplacement de l'édition quotidienne du Globo Rural. Est la présentation de Roberto Kovalick et sera présenté lundi au vendredi à 4heures. Television news est livré avec la proposition visant à amener les principaux news le matin et le 1er matin news pour un Brésilien qui se réveille de plus en plus tôt. la météo sera ancré par Jacqueline Brazil et sportifes ancré par Thiago Oliveira.

## Liste des présentateurs
- Monalisa Perrone (2014-2019)
- Roberto Kovalick (depuis 2019)